# São João da Ponta
São João da Ponta este un oraș în Pará (PA), Brazilia.